# Río Claro (Talca)
El río Claro es un curso natural de agua de la Región del Maule que nace en las laderas del noroeste del volcán Descabezado Grande, fluye inicialmente en dirección general al Noroeste para girar abruptamente a la dirección Suroeste y continuar hasta desembocar en el río Maule.

## Trayecto
Tras su inicio cruza el Parque nacional Radal Siete Tazas para seguir 42 km bordeando el límite norte de la cuenca del Maule, siempre en dirección Noroeste. Cerca de la ciudad de Molina, describe un giro hacia el Suroeste que mantiene hasta que bordea la ciudad de Talca por su periferia oeste y desemboca en el río Maule.
En su recorrido atraviesa las comunas de Molina, Río Claro, Sagrada Familia, San Rafael y Talca.
Sobre su trayecto escribe el informe de la Dirección General de Aguas:: 3 
El sector norte de la hoya del Maule es drenado por el río Claro, cuyo curso superior corre paralelo al río Lontué, afluente del Mataquito, del cual le separan apenas 8 km. Su red de captación en la cordillera es de tipo dendrítico con múltiples ramificaciones dominadas por el volcán Descabezado Grande. Una notable característica de la trayectoria de este río es su brusco cambio de rumbo en las proximidades de Molina, variando en 90° hacia el SW, rumbo que conserva hasta su junta al Maule, bordeando el pie oriental de la cordillera de la Costa. En esta trayectoria recoge afluentes importantes, como el estero Pangue y el río Lircay.

## Caudal y régimen
El de drenaje del río Claro, incluyendo su principal afluente río Lircay, muestra un régimen pluvial, con crecidas en los meses invernales. En años húmedos los mayores ocurren entre junio y julio, producto de los importantes aportes pluviales existentes en la zona. En años con pocas lluvias los caudales se presentan sin variaciones de importancia. El período de bajos caudales se da en el trimestre enero-marzo.

Curvas de variación estacional
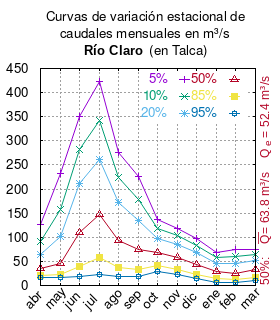
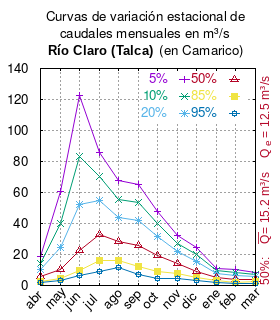

El caudal del río (en un lugar fijo) varía en el tiempo, por lo que existen varias formas de representarlo. Una de ellas son las curvas de variación estacional que, tras largos periodos de mediciones, predicen estadísticamente el caudal mínimo que lleva el río con una probabilidad dada, llamada probabilidad de excedencia. La curva de color rojo ocre (con {\displaystyle {\color {Red}\vartriangle }}) muestra los caudales mensuales con probabilidad de excedencia de un 50%. Esto quiere decir que ese mes se han medido igual cantidad de caudales mayores que caudales menores a esa cantidad. Eso es la mediana (estadística), que se denota Qe, de la serie de caudales de ese mes. La media (estadística) es el promedio matemático de los caudales de ese mes y se denota {\displaystyle {\overline {Q}}}. 
Una vez calculados para cada mes, ambos valores son calculados para todo el año y pueden ser leídos en la columna vertical al lado derecho del diagrama. El significado de la probabilidad de excedencia del 5% es que, estadísticamente, el caudal es mayor solo una vez cada 20 años, el de 10% una vez cada 10 años, el de 20% una vez cada 5 años, el de 85% quince veces cada 16 años y la de 95% diecisiete veces cada 18 años. Dicho de otra forma, el 5% es el caudal de años extremadamente lluviosos, el 95% es el caudal de años extremadamente secos. De la estación de las crecidas puede deducirse si el caudal depende de las lluvias (mayo-julio) o del derretimiento de las nieves (septiembre-enero).
A pasar al norte de Talca, el Claro lleva un caudal entre los 63 m³/s y los 53 m³/s.

## Historia
Francisco Solano Asta-Buruaga y Cienfuegos escribió en 1899 en su obra póstuma Diccionario Geográfico de la República de Chile sobre el río:

Río Claro de Talca.-—Tiene origen hacia el centro de la cordillera de los Andes del departamento de Talca por la inmediación al N. del Cerro Descabezado. Procede principalmente del desagüe de la pequeña laguna de las Tres Cruces y recibe entre esa sierra el tributo de cortos arroyos que aumentan sus aguas que son siempre, en su estado normal, de poco volumen. Corre al NO. hasta aproximarse al río Lontué del que, frente al cerro de Traruñé, no media más de unos seis kilómetros y desde donde vuelve paulatinamente al SO. por la inmediación del lado de la ciudad de Molina para proseguir hacia ese punto orillando la base oriental de las alturas que limitan por el O. el gran llano central ó intermedio, hasta su confluencia con el río Maule que verifica á corto trecho al poniente del embarcadero de Perales después de unos 160 kilómetros de curso y á 30 más abajo de la ciudad de Talca. En sus primeros 70 kilómetros de extensión, desde su origen, sirve de límite entre los departamentos de Lontué y Talca y en los restantes atraviesa este último, corriendo al S. con inclinación al SE. Sus márgenes en la primera mitad de su curso son altas y abocinadas, y en casi toda la última más bajas y abiertas llevando por esta parte lenta corriente, y recibiendo por la misma sus principales afluentes que son los riachuelos de Pangue, Lircay, Piduco, Perquenco y Puercos, los que, con otros arroyos del invierno, engruesan extraordinariamente su volumen en esa estación. Corre inmediato por el lado occidental de la sobredicha ciudad, á la cual proporciona excelentes baños naturales en sus cristalinas aguas y regala con delicados pejerreyes (Atherina laticlavia) y truchas, y desde la cual es también navegable por lanchas en invierno, como podría serlo en todo el año mediante una adecuada canalización, y así proyectó efectuarlo un emprendedor hijo de Talca, Don Miguel Barazarte, con arreglo al privilegio que obtuvo en 20 de septiembre de 1837.
Francisco Astaburuaga

## Amenazas e Impactos
| Amenazas                                                                                     | Descripción | Impactos |
| -------------------------------------------------------------------------------------------- | --- | --- |
| Extracción ilegal de áridos                                                                  | La extracción ilegal de áridos se ha desarrollado a nivel histórico en diferentes zonas asociadas al río Claro en la ciudad de Talca. En el tramo norte, que abarca desde la calle Templanza (entre 23 y 24 Norte) hasta el Puente Río Claro, es posible observar diferentes trabajos de extracción de áridos en proceso y vestigios en sectores aledaños en donde anteriormente se desarrollaba esta actividad. En el caso del tramo sur que abarca desde el Puente Río Claro hasta la desembocadura del Estero Pejerrey/Caiván, se pueden evidenciar alteraciones en la ribera del río producto de actividades asociadas a la extracción de áridos. | Esta actividad ha generado una serie de impactos a nivel ecológico, entre los que destacan, la alteración de la morfología del río (cauces y riberas) debido a la remoción del suelo. La disminución y pérdida de cauces. El embancamiento de material pétreo y sedimentos, en zonas lenticas. La aceleración de procesos de eutrofización, como consecuencia de la mayor disponibilidad de nutrientes. Generación de áreas vulnerables ante inundaciones y la degradación del hábitat de flora y fauna. Por otra parte, a nivel socioambiental, se detectan impactos que afectan la vida de comunidades aledañas, como los altos índices de contaminación acústica, la emisión de material particulado, alteración a nivel paisajístico y la obstaculización del libre tránsito hacia las riberas del rio. Estas situaciones afectan algunos derechos fundamentales de las personas como el de “vivir en un medio ambiente libre de contaminación” señalado en el artículo n°19 de la constitución Política de Chile. |
| Depositación ilegal de Residuos de Construcción y Demoliciones - RCD (Rellenos de escombros) | Históricamente los ecosistemas naturales asociados al río Claro han sido afectados por actividades antrópicas, destacándose entre ellas, la depositación ilegal de escombros de diferente tipo en zonas ribereñas. En el tramo norte del río Claro, sector aledaño al Centro de Alto Rendimiento (CAR), se ha evidenciado la actividad de camiones Tolva que descargan escombros y basura en las riberas. También en la zona norte de la ribera del rio, a la altura de Circunvalación Poniente, se indica la acumulación de basura y escombros. En el tramo sur del río Claro, específicamente en la ribera oriente, es posible observar la depositación de escombros y materiales de construcción de grandes dimensiones, situación que se acrecentado durante los últimos 10 años. Otra zona que presenta la misma problemática es el sector denominado “Las Tinajas” (ribera sur poniente, aledaño al Puente río Claro) en donde se depositan escombros por parte de distintas empresas constructoras. | Este tipo de actividad ha generado una serie de impactos a nivel ambiental y ecológico, entre los que se mencionan, la contaminación de aguas superficiales, debido al arrastre de material durante los periodos de crecidas del río, la alteración a nivel paisajístico, perdida de suelo productivo, emisión de gases de efecto invernadero, deterioro de las vías de circulación y la destrucción de hábitats de flora y fauna. |
| Incendios Forestales                                                                         | Los ecosistemas vegetacionales mediterráneos y en particular el bosque esclerófilo, ha presentado en el último tiempo tasas aceleradas de degradación, mencionando como causas, el cambio de uso de suelo (construcción, producción agrícola y forestal), deforestación e incendios forestales. Gran parte de los incendios en la región del Maule abarcan pequeñas áreas y un número menor de eventos comprenden una mayor superficie. Este patrón se presenta a nivel regional y comunal, en especial en las comunas más pobladas, como Talca, Curicó y Constitución. Respecto a la ocurrencia de estas perturbaciones a nivel comunal, destacan con una alta incidencia y varios eventos anuales, Talca, Constitución, San Javier, Curicó y el Maule. A lo largo de los años se han presentado diferentes eventos de estas características, asociados a la vegetación ribereña del río Claro. En enero del 2020 se declaró alerta roja por un incendio forestal que consumió 0,3 hectáreas (ha) de vegetación, en el sector conocido como “El Bajo” (La Florida). En febrero del 2022 se declaró alarma forestal debido a la quema de vegetación y pastizales en la zona norte del río Claro, a la altura de Av. Circunvalación con 8 Nte. Estas situaciones son solo una muestra, de todos los eventos que se producen a lo largo del año, los cuales tienden a intensificarse durante el periodo estival. | Los incendios forestales generan diversos impactos, los cuales dependen de la intensidad, recurrencia y duración de los mismos. A nivel ambiental se mencionan impactos como, muerte y desplazamiento de animales, pérdida y modificación de la estructura y composición de la vegetación, erosión del suelo (pérdida de nutrientes, disminución de materia orgánica, entre otros), eventual contaminación de las aguas, cambios en los ciclos hidrológicos, debido a la modificación de las propiedades del suelo, disminución en las tasas de infiltración de agua, disponibilidad de agua y escurrimiento. También se indican aumentos en las emisiones de CO2 a la atmósfera y avance en procesos de desertificación. |

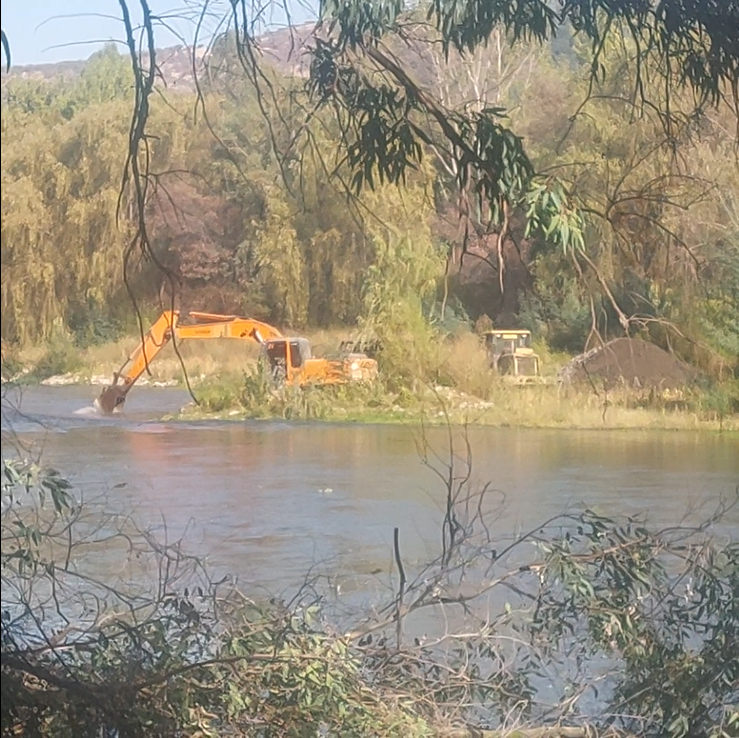
Se observan dos maquinarias extrayendo y procesando áridos de manera ilegal en el cauce y ribera del río Claro en Talca.

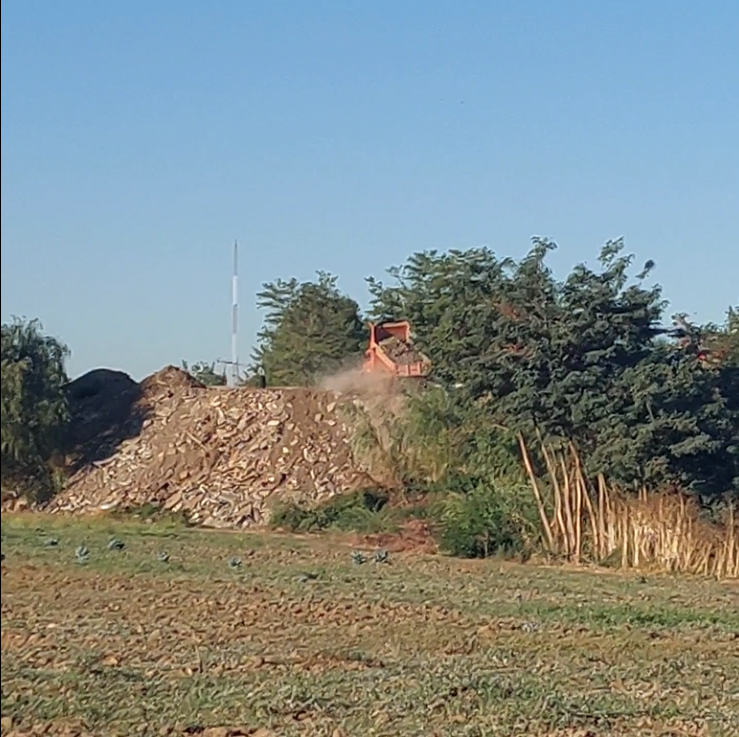
Se observa un camión particular descargando y depositando ilegalmente escombros en zona aledaña a la ribera del río claro, a la altura de la calle Veintisiete Sur, ciudad de Talca.